# Chiesa di Santa Sofia (Canaro)
La chiesa di Santa Sofia è un edificio religioso sito a Canaro, comune in provincia di Rovigo posto nel medio Polesine; sede parrocchiale è, nella suddivisione territoriale della chiesa cattolica, collocata nel vicariato di Stienta, a sua volta parte della diocesi di Adria-Rovigo.
La chiesa, dedicata a santa Sofia, martire romana del II secolo, venne edificata nel XV secolo, forse solo ampliata da un ulteriore precedente edificio, ma appare nell'aspetto della ultima consistente ristrutturazione dei primi del XVIII secolo. L'edificio ospita alcune pregevoli opere d'arte a tema religioso, tra le quali spiccano un bassorilievo in marmo raffigurante l'Ultima Cena, attribuito alla scuola del Canova, una statua della Madonna del Rosario, attribuita a Pietro Baratta, e le tavolette della Via Crucis, opera del bolognese Braccioli datate 1740.